# Wilkes-Barre
|                       | Jan  | Feb  | Mär  | Apr  | Mai  | Jun   | Jul  | Aug  | Sep  | Okt  | Nov  | Dez  |   |       |
| Mittl. Tagesmax. (°C) | −0,1 | 1,4  | 7,5  | 14,3 | 20,7 | 25,3  | 27,7 | 26,5 | 22,4 | 16,1 | 9,3  | 2,6  | ⌀ | 14,5  |
| Mittl. Tagesmin. (°C) | −8,1 | −7,2 | −2,1 | 3,4  | 9,1  | 13,8  | 16,4 | 15,6 | 11,6 | 5,6  | 1,1  | −4,8 | ⌀ | 4,6   |
|                       |      |      |      |      |      |       |      |      |      |      |      |      |   |       |
| Niederschlag (mm)     | 53,3 | 54,6 | 64,8 | 75,4 | 92,7 | 101,1 | 96,3 | 84,3 | 84,1 | 70,9 | 77,7 | 63,8 | Σ | 919   |
|                       |      |      |      |      |      |       |      |      |      |      |      |      |   |       |
| Regentage (d)         | 7,6  | 7,2  | 8,5  | 9,3  | 10,3 | 10,1  | 8,8  | 8,2  | 7,8  | 7,0  | 9,3  | 8,7  | Σ | 102,8 |

| −8,1 |

| −7,2 |

| −2,1 |

| 3,4 |

| 9,1 |

| 13,8 |

| 16,4 |

| 15,6 |

| 11,6 |

| 5,6 |

| 1,1 |

| −4,8 |

| −8,1 |

| −7,2 |

| −2,1 |

| 3,4 |

| 9,1 |

| 13,8 |

| 16,4 |

| 15,6 |

| 11,6 |

| 5,6 |

| 1,1 |

| −4,8 |

Wilkes-Barre (ˈwɪlksbɛrə, /-bɛri/ oder /-bɛr/) ist eine City in und County Seat von Luzerne County im US-Bundesstaat Pennsylvania. Das U.S. Census Bureau hat bei der Volkszählung 2020 eine Einwohnerzahl von 44.328 ermittelt.
Die Stadt florierte im 19. und 20. Jahrhundert, als der Kohlebergbau noch viel Geld einbrachte. Sie bekam den Namen „Diamant-Stadt“ wegen der Kohle und auch der Karoform des zentralen Public Square am Schnittpunkt von River Street und Main Street. Seit den 1960er Jahren geht es der Stadt immer schlechter.
Die Ansiedlung im Wyoming Valley wurde 1769 durch John Durkee und eine Gruppe von Siedlern aus Connecticut gegründet und nach John Wilkes und Isaac Barré benannt, zwei Abgeordneten des Londoner Unterhauses, die als Freiheitskämpfer galten und den Sons of Liberty nahestanden. 1806 wurde sie als Stadt inkorporiert.
Das Eishockeyteam Wilkes-Barre/Scranton Penguins spielt in der höchsten Minor League Nordamerikas, der AHL.

## Geographie
Nach den Angaben des United States Census Bureaus hat die Stadt eine Fläche von 18,6 km². Davon entfallen 17,7 km² auf Land und 0,9 km² (= 4,6 %) auf Wasser. Die geographischen Koordinaten von Wilkes-Barre sind 41° 15′ N, 75° 53′ W.
Die Stadt liegt im Wyoming Valley, einem Tal, das durch die Pocono Mountains im Osten, die Endless Mountains im Westen und durch das Lehigh Valley im Süden begrenzt wird. Der Susquehanna River fließt durch das Tal und bildet auch die nordöstliche Stadtgrenze.

## Wirtschaft und Infrastruktur

### Verkehr
Interstate 81 führt in Nord-Süd-Richtung an Wilkes-Barre vorbei und die Stadt befindet sich auch am nordöstlichen Ende des Pennsylvania Turnpike, nördlich des Interstate 80.
Der öffentliche Personennahverkehr (ÖPNV) wird durch die Luzerne County Transportation Authority gewährleistet. Diese bedient nicht nur die Hauptverkehrsadern innerhalb der Stadt, sondern auch in der Nordhälfte des Countys und unterhält durch die Verbindung in das ÖPNV-System des Lackawanna Countys eine Busverbindungen bis nach Scranton mit Umstieg in Pittston. Von 1866 bis 1950 wurde die Straßenbahn Wilkes-Barre betrieben, deren Netz zur Zeit seiner größten Ausdehnung in den 1920er- und 1930er-Jahren alle benachbarten Orte erschloss und eine Gesamtlänge von etwa 160 km erreichte.
Mehrere internationale Fluglinien fliegen den Wilkes-Barre/Scranton International Airport an, der sich im nahegelegenen Avoca befindet. Kleinere Privatmaschinen können auch den Wilkes-Barre Wyoming Valley Airport in Forty Fort anfliegen.
Die Stadt gehörte zum Eisenbahnnetz verschiedener Bahngesellschaften: Lehigh Valley Railroad, Central Railroad of New Jersey, Delaware, Lackawanna and Western Railroad (später Teil der Erie Lackawanna Railroad), Delaware and Hudson Railway, Pennsylvania Railroad (sowie deren gemeinsame Tochtergesellschaft Wilkes-Barre Connecting Railroad), Wilkes-Barre and Eastern Railroad und Lackawanna and Wyoming Valley Railroad (die Laurel Line). In der Gegenwart betreiben die Norfolk Southern Railway (als indirekter Nachfolger der Delaware and Hudson Railway) und die Luzerne & Susquehanna Railway (auf Infrastruktur des Countys) den Güterverkehr.

### Medien
In Wilkes-Barre erscheinen zwei konkurrierende Tageszeitungen, der Times Leader und The Citizens’ Voice.

## Demographie

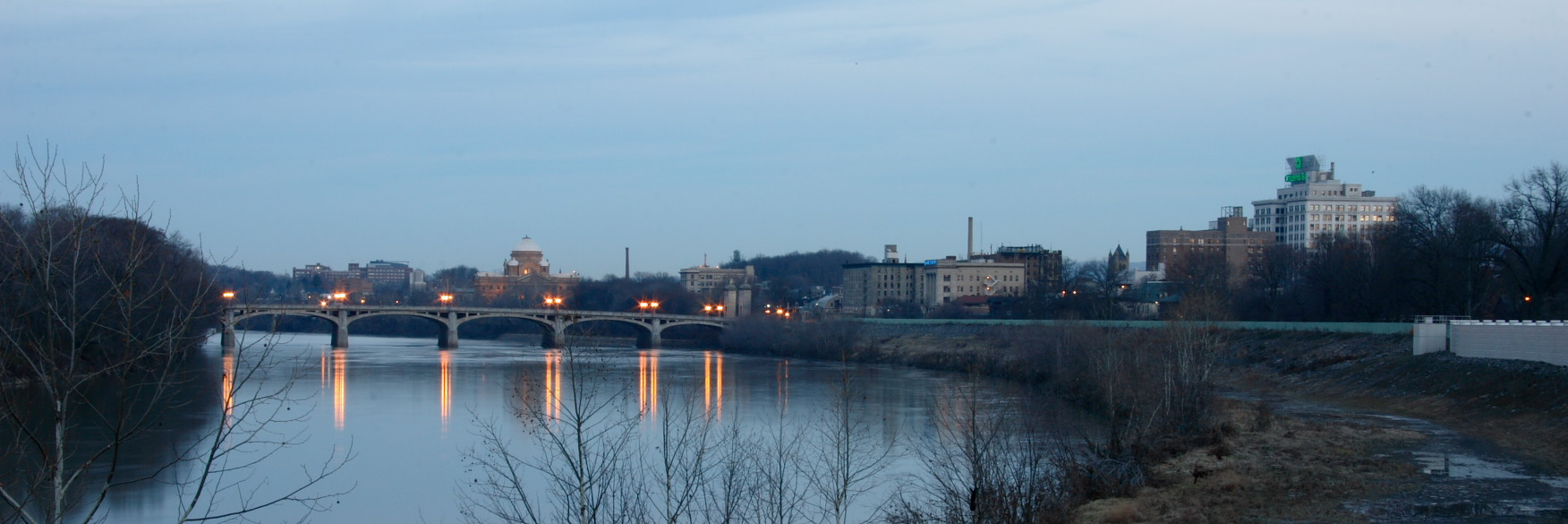
Downtown mit Market Street Bridge und Susquehanna River.

Zum Zeitpunkt des United States Census 2000 bewohnten 43.123 Personen die Stadt. Die Bevölkerungsdichte betrug 2430,6 Personen pro km². Es gab 20.294 Wohneinheiten, durchschnittlich 1143,9 pro km². Die Bevölkerung von Wilkes-Barre bestand zu 92,3 % aus Weißen, 5,09 % Schwarzen oder African American, 0,11 % Native American, 0,79 % Asian, 0,03 % Pacific Islander, 0,53 % gaben an, anderen Rassen anzugehören und 1,15 % nannten zwei oder mehr Rassen. 1,58 % der Bevölkerung erklärten, Hispanos oder Latinos jeglicher Rasse zu sein.
Die Bewohner von Wilkes-Barre verteilten sich auf 17.961 Haushalte. Die durchschnittliche Haushaltsgröße betrug 2,2 und die durchschnittlichen Familiengröße 2,96 Personen.
Die Stadtbevölkerung verteilte sich auf 19,9 % Minderjährige, 12,6 % 18–24-Jährige, 26,1 % 25–44-Jährige, 20,8 % 45–64-Jährige und 20,6 % im Alter von 65 Jahren oder mehr. Das Durchschnittsalter betrug 39 Jahre. Auf jeweils 100 Frauen entfielen 93,2 Männer. Bei den über 18-Jährigen entfielen auf 100 Frauen 90,7 Männer.
Das mittlere Haushaltseinkommen betrug 26.711 US-Dollar und das mittlere Familieneinkommen erreichte die Höhe von 36.630 US-Dollar. Das Durchschnittseinkommen der Männer betrug 28.737 US-Dollar, gegenüber 22.471 US-Dollar bei den Frauen. Das Pro-Kopf-Einkommen in Wilkes-Barre war 15.050 US-Dollar. 17,8 % der Bevölkerung und 12,1 % der Familien hatten ein Einkommen unterhalb der Armutsgrenze, davon waren 24,1 % der Minderjährigen und 13,5 % der Altersgruppe 65 Jahre und mehr betroffen.

### Bevölkerungsentwicklung
| 1850  | 1900   | 1910   | 1920   | 1940   | 1970   | 1990   | 2000   | 2020   |
| ----- | ------ | ------ | ------ | ------ | ------ | ------ | ------ | ------ |
| 2.723 | 51.721 | 67.105 | 73.833 | 86.236 | 58.856 | 47.523 | 43.123 | 44.328 |

## Kultur und Sehenswürdigkeiten

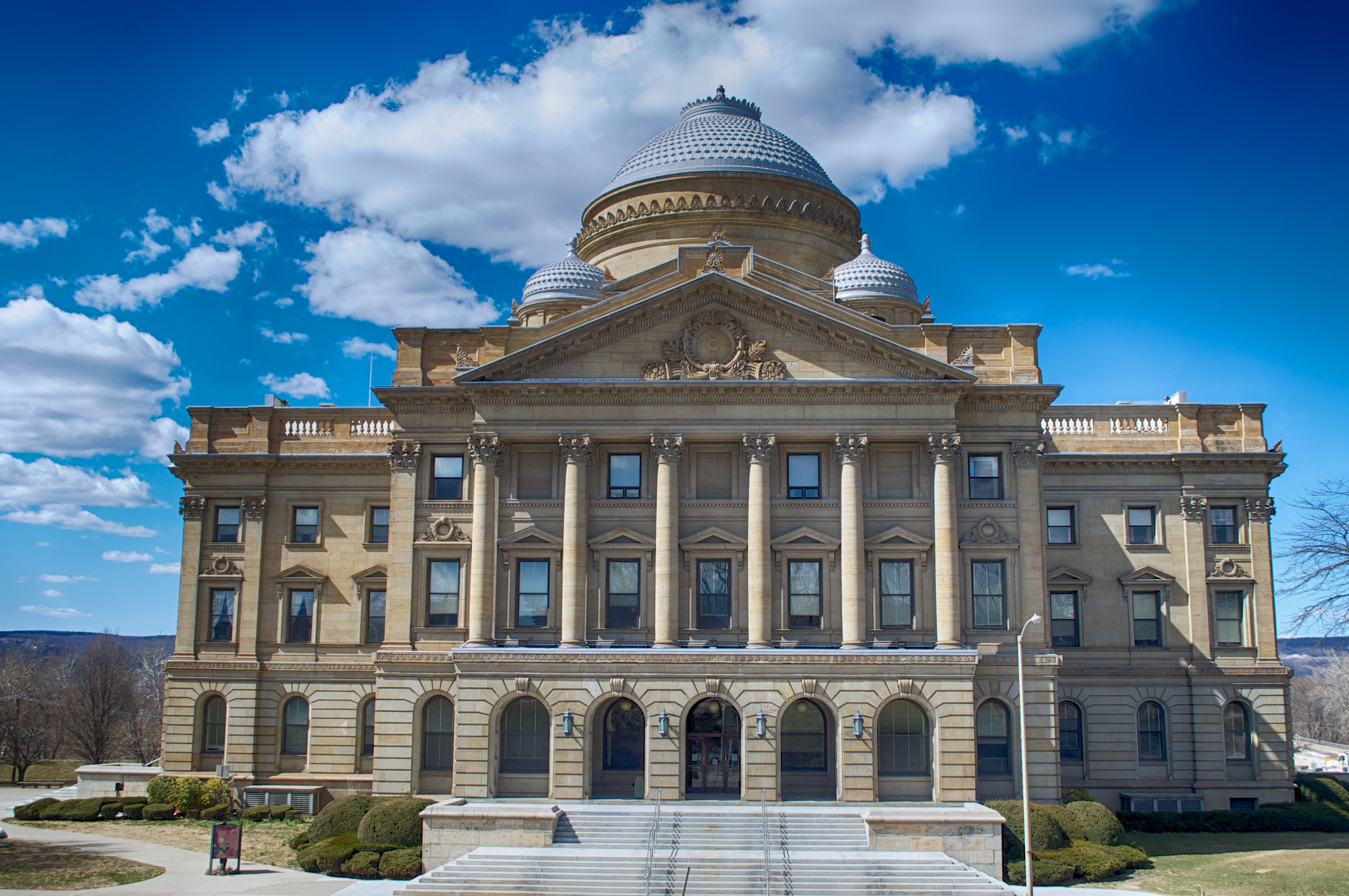
Luzerne County Courthouse (2013). Das 1909 fertiggestellte Courthouse ist seit September 1980 im NRHP eingetragen.

14 Bauwerke und Stätten in Wilkes-Barre sind im National Register of Historic Places („Nationales Verzeichnis historischer Orte“; NRHP) des National Park Service eingetragen (Stand 26. April 2021), eine davon ist ein Historic District, bei den anderen handelt es sich um Bauwerke. Eingetragene Objekte sind unter anderem das Luzerne County Courthouse, die Stegmaier Brewery und der River Street Historic District.

## Söhne und Töchter der Stadt
- Amasa Dana (1792–1867), Jurist und Politiker
- George Catlin (1796–1872), Indianermaler
- Chester Pierce Butler (1798–1850), Politiker
- Joseph Martin Reichard (1803–1872), deutscher Revolutionär, lebte als Farmer in Wilkes-Barre
- Winthrop Welles Ketcham (1820–1879), Jurist und Politiker
- Peter Conrad Nagel (1825–1911), Mitbegründer der 1847 gegründeten kath. Studentenverbindung Sauerlandia, Pfarrer in Wilkes-Barre
- John Jamison Pearce (1826–1912), Politiker
- Henry M. Hoyt (1856–1910), Jurist und United States Solicitor General
- Ira W. Wood (1856–1931), Politiker
- Henry William Frauenthal (1862–1927), Chirurg; Überlebender des Untergangs der Titanic
- Edmund Nelson Carpenter (1865–1952), Politiker
- Florence Foster Jenkins (1868–1944), Sängerin, die durch ihre schrägen Gesangsauftritte bekannt wurde
- Thomas David Nicholls (1870–1931), Politiker
- Rose O’Neill (1874–1944), Künstlerin
- John J. Casey (1875–1929), Politiker
- Tomasso Petto (1879–1905), Mobster
- Harold R. Stark (1880–1972), Admiral und Chief of Naval Operations
- Michael J. Kirwan (1886–1970), Politiker
- John Phillips (1887–1983), Politiker
- John F. Williams (1887–1953), Generalmajor der Army National Guard
- Norman Reilly Raine (1894–1971), Autor
- Ham Fisher (1900–1955), Comiczeichner und Karikaturist
- Edward Peter McManaman (1900–1964), römisch-katholischer Geistlicher, Weihbischof in Erie
- Bill Challis (1904–1994), Arrangeur
- Joseph L. Mankiewicz (1909–1993), Filmregisseur
- Hugo Winterhalter (1909–1973), Musiker und Musikproduzent
- Franz Kline (1910–1962), Action Painter (New York School)
- Britton Chance (1913–2010), Biochemiker und Biophysiker
- Wyndham D. Miles (1916–2011), Chemie- und Medizinhistoriker
- David Bohm (1917–1992), Quantenphysiker und Philosoph
- Dorothy Andrews Elston Kabis (1917–1971), Regierungsbeamtin
- Edward B. Lewis (1918–2004), Genetiker und Nobelpreisträger für Medizin
- Stanford Tischler (1921–2014), Filmeditor
- James Karen (1923–2018), Schauspieler
- Lou Teicher (1924–2008), Pianist
- Leo P. Kelley (1928–2002), Schriftsteller
- Lawrence Coughlin (1929–2001), Politiker
- James L. Nelligan (* 1929), Politiker
- Claudette Nevins (1937–2020), Schauspielerin
- John J. Yeosock (1937–2012), Generalleutnant
- Harry Reich (* 1941), Chirurgie-Pionier
- Mark Cohen (* 1943), Fotograf
- Santo Loquasto (* 1944), Bühnenbildner und Kostümdesigner
- Barbara DeGenevieve (1947–2014), Künstlerin und Pädagogin
- William Daniel Phillips (* 1948), Physiker und Nobelpreisträger
- Mary McDonnell (* 1952), Schauspielerin
- Darlanne Fluegel (1953–2017), Schauspielerin
- John J. Flynn (* 1955), Paläontologe
- Harley Jane Kozak (* 1957), Schauspielerin
- Michael Schoeffling (* 1960), Schauspieler
- David Schutter (* 1974), monochromer Maler
- Albert Mudrian (* 1975), Journalist und Autor
- Benjamin Burnley (* 1978), Frontmann der Band Breaking Benjamin